# Горем (Нью-Гемпшир)
Горем (англ. Gorham) — місто (англ. town) в США, в окрузі Коос штату Нью-Гемпшир. Населення — 2698 осіб (2020).

## Демографія
Згідно з переписом 2010 року, у місті мешкало 2848 осіб у 1301 домогосподарстві у складі 802 родин. Було 1487 помешкань
Расовий склад населення:
| - 97,0 % — білих - 1,1 % — азіатів - 0,2 % — корінних американців - 0,1 % — чорних або афроамериканців |

До двох чи більше рас належало 1,5 %. Частка іспаномовних становила 0,9 % від усіх жителів.
За віковим діапазоном населення розподілялося таким чином: 19,4 % — особи молодші 18 років, 61,8 % — особи у віці 18—64 років, 18,8 % — особи у віці 65 років та старші. Медіана віку мешканця становила 47,0 року. На 100 осіб жіночої статі у місті припадало 100,1 чоловіків;  на 100 жінок у віці від 18 років та старших — 95,0 чоловіків також старших 18 років.
Середній дохід на одне домашнє господарство  становив 67 408 доларів США (медіана — 57 107), а середній дохід на одну сім'ю — 80 006 доларів (медіана — 67 264). Медіана доходів становила 48 996 доларів для чоловіків та 40 625 доларів для жінок. За межею бідності перебувало 5,1 % осіб, у тому числі 2,7 % дітей у віці до 18 років та 10,1 % осіб у віці 65 років та старших.
Цивільне працевлаштоване населення становило 1499 осіб. Основні галузі зайнятості: освіта, охорона здоров'я та соціальна допомога — 25,6 %, мистецтво, розваги та відпочинок — 15,8 %, публічна адміністрація — 14,5 %, роздрібна торгівля — 13,7 %.